# Zanthoxylum yuanjiangense
Zanthoxylum yuanjiangense là một loài thực vật có hoa trong họ Cửu lý hương. Loài này được C.C. Huang miêu tả khoa học đầu tiên năm 1978.